# Solieria mama
Solieria mama är en tvåvingeart som beskrevs av Robineau-desvoidy 1863. Solieria mama ingår i släktet Solieria och familjen parasitflugor.
Artens utbredningsområde är Frankrike. Inga underarter finns listade i Catalogue of Life.